# 伊達時
伊達 時（だて とき、1849年12月7日（嘉永2年10月23日） - 1916年（大正5年）10月29日）は、明治時代の政治家、実業家。医師。自由民権運動家。衆議院議員（1期）。

## 経歴
眼科医・伊達豫の長男として相模国淘綾郡二宮村（神奈川県淘綾郡二宮村、淘綾郡吾妻村、中郡吾妻村を経て現二宮町）に生まれる。安井息軒、緒方惟準らに学び、1873年（明治6年）思文館教員になった。早くから自由民権を訴え、1891年（明治24年）神奈川県会副議長となり、湘南社を結成して立憲政治について研究をした。1893年（明治26年）中郡会議長となった。ほか、大住・淘綾両郡、神奈川県医師会の各会長、私立中郡盲人学校創立者、同校長、女子敬業学舎創立者、湘南馬車鉄道社長を務めた。
1903年（明治36年）3月の第8回衆議院議員総選挙では神奈川県郡部から立憲政友会所属で出馬し当選。衆議院議員を1期務めた。